# Big Mommas hus
Big Mommas hus (originaltitel: Big Momma's House) är en amerikansk actionkomedifilm från 2000 i regi av Raja Gosnell.
Filmen fick en uppföljare 2006, Big Mommas hus 2. I mars 2011 släpptes ytterligare en, Big Mommas: Sådan far, sådan son.

## Handling
Malcom Turner är en tuff FBI-agent som också är en mästare på förklädnader. Han får i uppdrag att skydda en ensamstående mamma, Sherry och hennes son från en förrymd fånge. För att dölja sin identitet tvingas Malcom klä ut sig till den otroligt stora damen Big Momma. Det hela blir ännu mer komplicerat när Malcom blir förälskad i Sherry, Malcom måste då komma på ett sätt att både fånga mannen och snärja sin kvinna.

## Rollista
| Martin Lawrence        | – Malcolm Turner                |
| Nia Long               | – Sherry Pierce                 |
| Paul Giamatti          | – John                          |
| Jascha Washington      | – Trent Pierce                  |
| Terrence Howard        | – Lester Vesco                  |
| Anthony Anderson       | – Nolan                         |
| Ella Mitchell          | – Hattie Mae Pierce (Big Momma) |
| Carl Wright            | – Ben Rawley                    |
| Phyllis Applegate      | – Sadie                         |
| Starletta DuPois       | – Miss Patterson                |
| Jessie Mae Holmes      | – Miss Other Patterson          |
| Nicole Prescott        | – Lena                          |
| Octavia Spencer        | – Twila                         |
| Tichina Arnold         | – Ritha                         |
| Cedric the Entertainer | – Reverend                      |